# Fårsjö
Fårsjö eller Lammasjärvi är en sjö i kommunen Raseborg i landskapet Nyland i Finland. Sjön ligger 35,8 meter över havet. Den är 12,15 meter djup. Arean är 76 hektar och strandlinjen är 6,72 kilometer lång. Sjön  ingår i Skärgårdshavets kustområde, Åland.   Den ligger omkring 81 km väster om Helsingfors. 
I sjön finns ön Fårsjöholmen. Söder om Fårsjö ligger Torrsjö. 